# 能方济
能方济（德語：Franz Xaver Nies，1859年6月11日—1897年11月1日）德国圣言会神父，19世纪末在中国山东地区传教，1897年11月1日（38岁）曹州教案中与韩理加略一同被杀，引发中国与德国的外交纠纷。
能方济于1859年6月11日出生于普鲁士王国天主教帕德伯恩总教区奥尔珀雷林豪森（Rehringhausen）。1879年5月7日加入圣言会，1884年6月7日由罗尔蒙德主教祝圣为神父，1885年1月1日（25岁）受差遣前往中国山东传教。1897年11月1日（38岁），能方济与韩理加略去山东省曹州府巨野县张家庄拜访另一位德国圣言会神父薛田资，二人当晚被大刀会杀害，只有薛田资侥幸逃脱。这一事件称为巨野教案，导致皇帝威廉二世命令德国海军武装占领胶州湾、并和清政府协议划定胶州湾租借地，青岛由此建立。
在他的家乡雷林豪森，有一条马路以他命名为能方济路（Pater Franz Xaver Nies Weg）。